# Elección papal de 1268-71
El cónclave papal que aconteció entre el 29 de noviembre de 1268 y el 1 de septiembre de 1271, tras la muerte del papa Clemente IV, fue el más largo en la historia de la Iglesia católica, con un interregno vacante de 34 meses. Esto se debió principalmente a la lucha política interna entre los cardenales. La elección de Teobaldo Visconti como el papa Gregorio X fue el primer ejemplo de una elección papal por "compromiso". La elección se llevó a cabo por un comité de seis cardenales acordado por los otros diez restantes. La elección se produjo más de un año después de que los magistrados de la ciudad de Viterbo aislaran a los cardenales, se les redujera sus raciones de pan y agua, y quitaran el techo del Palacio Papal de Viterbo.
Como resultado de la longitud de la elección, durante la cual tres de los veinte cardenales electores fallecieron, Gregorio X promulgó, durante el Segundo Concilio de Lyon, la constitución apostólica Ubi periculum, el 7 o 16 de julio de 1274. Allí establece el cónclave papal, cuyas normas se basan en los procedimientos que se llevaron a cabo en contra de los cardenales en Viterbo. La elección en sí misma es a veces vista como el primer cónclave.

## Colegio Cardenalicio

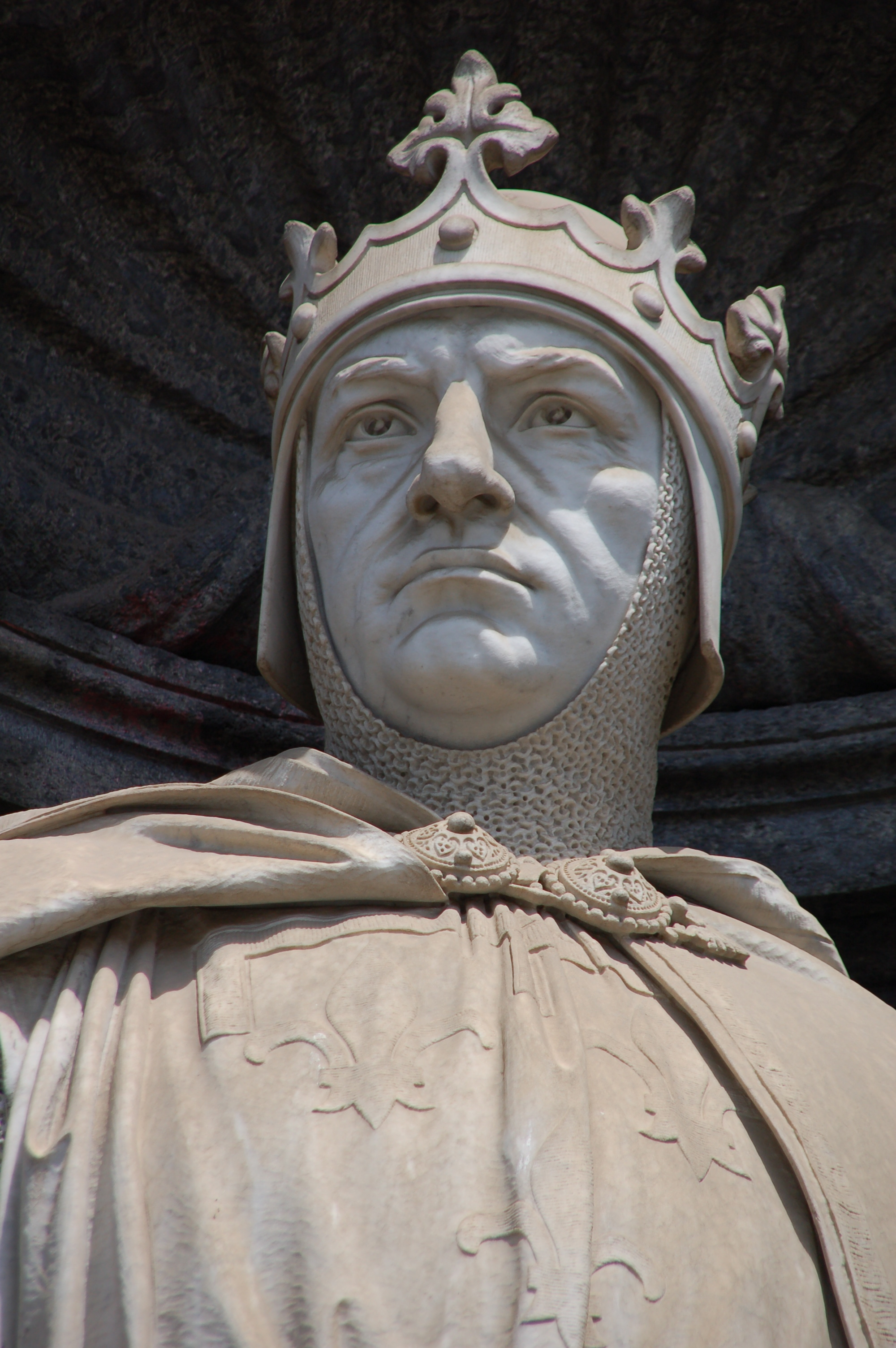
Carlos de Anjou

La dinámica del cónclave se dividió entre los cardenales franceses partidarios de la Casa de Anjou, en su mayoría creados por el papa Urbano IV, que fueron susceptibles a una invasión de Italia por parte de Carlos de Anjou, y los cardenales no franceses en su mayoría italianos, cuyo número era apenas suficiente para evitar que un cardenal francés fuera elegido. Clemente IV había coronado a Carlos como rey de Nápoles y de Sicilia, luego de que fueran feudos papales; había consolidado la influencia de la monarquía francesa en la península italiana y fruto de esto se había creado una intensa división dentro del Colegio de los cardenales entre los que se opusieron y apoyaron la influencia francesa y por extensión: ultramontanismo.

### Cardenales electores
A la muerte de Clemente IV había 20 cardenales en el Sacro Colegio. El cardenal Rodolfo de Albano estaba totalmente ausente y murió durante la sede vacante. Por lo tanto, hubo 19 cardenales electores en las elecciones de 1269, pero posteriormente dos de ellos murieron.
- Odón de Châteauroux, decano del colegio cardenalicio.
- Stefan Vancza † (primer cardenal húngaro de la historia).[10]
- Juan de Toledo, O.Cist.
- Enrico Bartolomei de Susa
- Simone Paltineri, miembro del comité elector.[6]
- Simon Monpitie de Brie
- Anchero Pantaléone
- Guillaume de Bray
- Guy de Castella, O.Cist., miembro del comité elector.[6]
- Annibale Annibaldi, O.P.
- Riccardo Annibaldi, protodiácono y miembro del comité elector.[6]
- Ottaviano Ubaldini, miembro del comité elector.[6]
- Giovanni Gaetano Orsini, miembro del comité elector.[6]
- Ottobono Fieschi dei Conti di Lavagna
- Uberto Coconati
- Giacomo Savelli, miembro del comité elector.[6]
- Goffredo da Alatri
- Giordano dei Conti Pironti da Terracina †, vicecanciller papal.
- Matteo Orsini Rosso

### División del Colegio
| Lugar de origen                                                                                           | Número de electores |
| --- | ------------------- |
| Roma | 5                   |
| Reino de Francia†                                                                                         | 5                   |
| Piamonte                                                                                                  | 2                   |
| Inglaterra, Florencia, Génova, Reino de Hungría†, Alatri, Padua, Terracina†, Ducado de Borgoña y Castilla | 1                   |
| † cardenal fallecido durante la sede vacante                                                              |                     |

Según relatos de la época de los Annales Piacentines, el Colegio cardenalicio se dividió en partidarios de Carlos de Anjou (partido carolino) y los partidarios imperiales (partido imperial), pero la reconstrucción exacta de estos partidos es muy difícil de realizar. Es casi seguro que esta cuenta es inexacta cuando afirma que había entre 6 y 7 carolinos, entre ellos Giovanni Gaetano Orsini y Ottobono Fieschi, mientras que los imperiales contaban entre 10 a 11 miembros, con Riccardo Annibaldi, Ottaviano Ubaldini y Uberto Coconati entre ellos.
Según R. Sternfeld, es posible identificar no solo dos, sino hasta cuatro partidos en el Sacro Colegio, de los cuales dos fueron carolinos e imperial en el sentido estricto, mientras que los otros dos representaban a las facciones dentro de la aristocracia romana: 
- Partido Anjou o carolino
- Partido Gibelino o imperial
- Facción Orsini
- Facción Annibaldi

Sin embargo, parece que estos cuatro partidos realmente formaron dos bloques en las elecciones: Annibaldi se unió con los gibelinos, mientras que Orsini se alineó con los Anjou.

## Cónclave

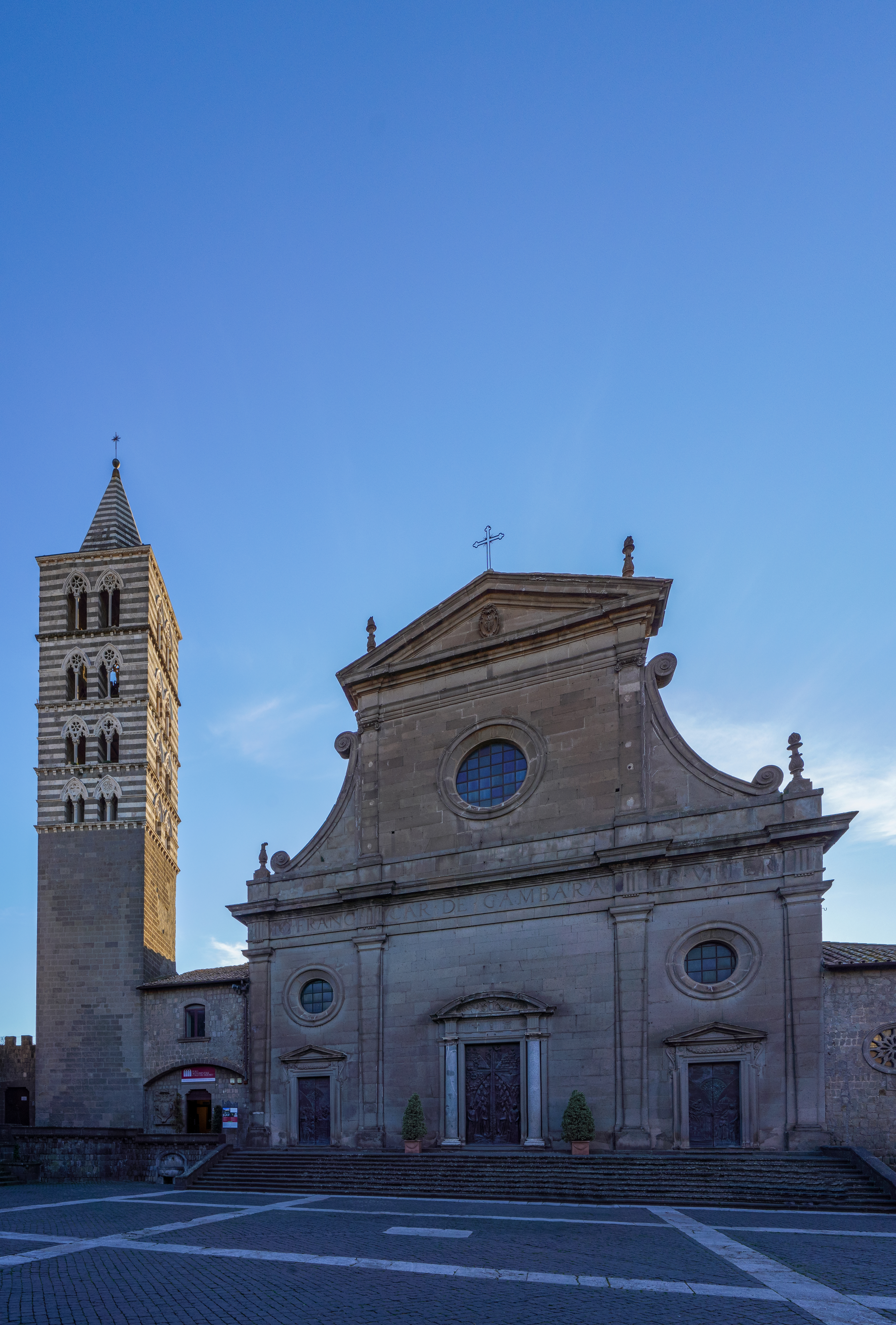
Catedral de Viterbo

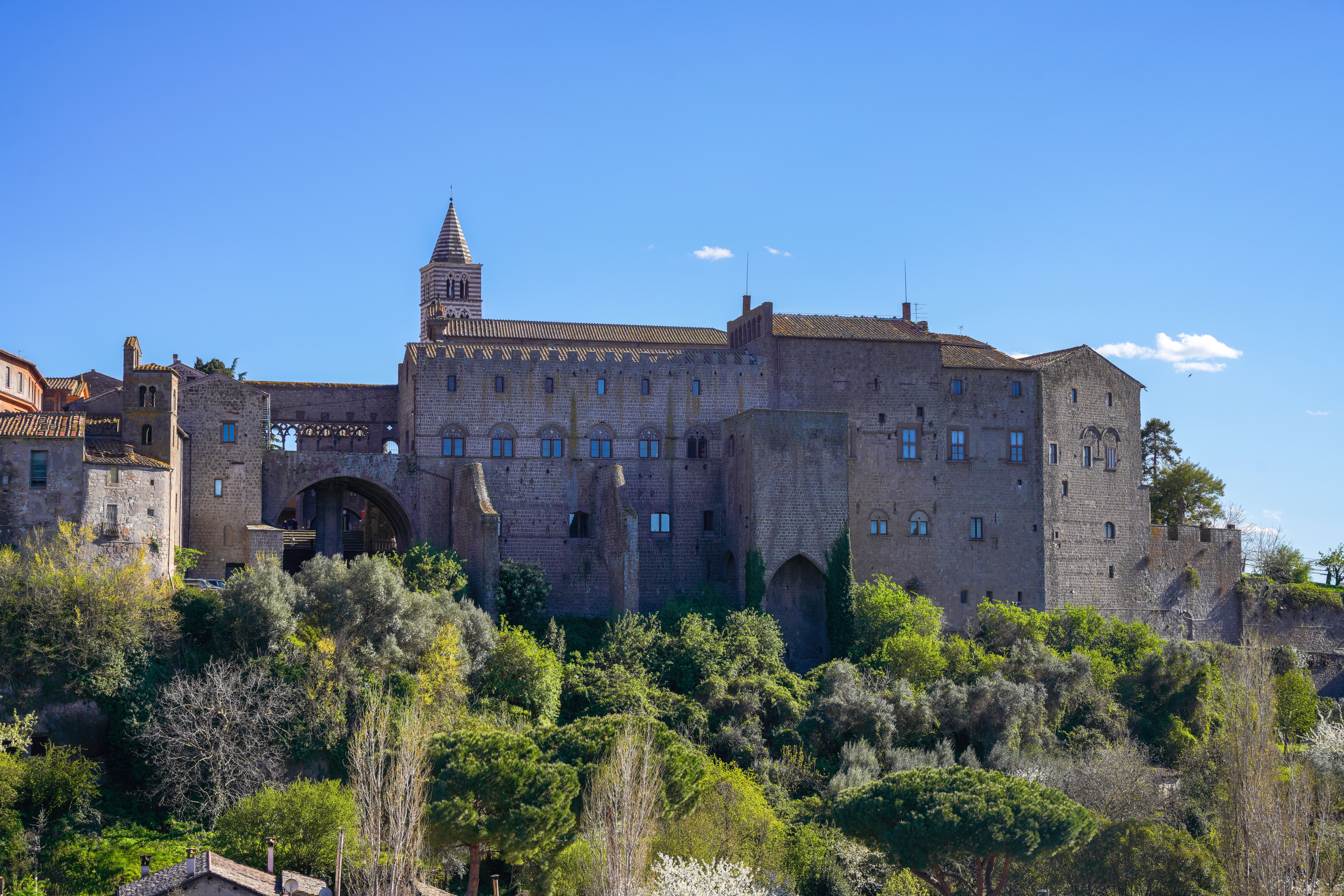
Palacio Papal de Viterbo

Los cardenales comenzaron la elección reuniéndose y votando una vez al día en la catedral de Viterbo, antes de regresar a sus respectivas residencias. Según la tradición de aquella época, la elección debía llevarse a cabo en la catedral de la ciudad donde murió el papa anterior, si el pontífice hubiera muerto fuera de Roma. Existen pocos datos fiables sobre los candidatos propuestos durante casi tres años de deliberaciones; ciertamente los cardenales Odon de Frascati, Juan de Toledo, Giovanni Gaetano Orsini, Ottaviano Ubaldini, Riccardo Annibadi y Ottobono Fieschi se contaron entre los papables. De acuerdo con relatos posteriores no confirmados, después de dos meses, los cardenales eligieron a Philip Benizi de Damiani, general de la Orden de los Servitas, que había llegado a Viterbo para amonestar a los cardenales, pero huyó para evitar su elección. Asimismo, la candidatura de Buenaventura de Fidanza habría sido propuesta. Estudiosos modernos tratan estos últimos relatos con escepticismo, por considerar que son producto de la invención de los hagiógrafos de estos dos santos. Carlos de Anjou estuvo en Viterbo durante toda la elección, y Felipe III de Francia visitó la ciudad en marzo de 1271.
A finales de 1269, después de varios meses de estancamiento durante el cual los cardenales se reunieron de forma intermitente, Ranieri Gatti, prefecto de Viterbo, y Alberto de Montebono, el Podestà, ordenaron (algunas fuentes dicen que, a instancias de San Buenaventura) que los cardenales fueran secuestrados y llevados al Palacio Papal de Viterbo hasta que un nuevo papa fuese elegido. El 8 de junio de 1270, los cardenales dirigieron una carta a los dos magistrados pidiendo que Enrico Bartolomei de Susa, cardenal-obispo de Ostia, se fuera del aislamiento, debido a su mala salud y luego de haber ya renunciado a su derecho a voto.
Según el relato de Onofrio Panvinio, el cardenal Juan de Toledo sugirió que el techo fuera quitado (según lo que habría dicho: "Vamos a descubrir la habitación, o si no el Espíritu Santo nunca llegará a nosotros", la primera referencia registrada de la idea de que el Espíritu Santo debe guiar a los cardenales electores), por lo que los dos magistrados se vieron obligados a hacerlo. Otras fuentes dicen que fue Carlos de Anjou el que orquestó la reducción de la dieta de los cardenales a pan y agua y la eliminación del techo del palacio papal.

### El comité
Bajo la presión de Felipe III de Francia y de otros gobernantes, el 1 de septiembre de 1271, los cardenales acordaron ceder su autoridad a un comité de seis de sus miembros. El comité incluyó a dos cardenales de la facción de Orsini (Giovanni Gaetano Orsini y Giacomo Savelli), tres gibelinos (Simone Paltinieri, Ottaviano Ubaldini y Guy de Castella) y el cardenal Riccardo Annibaldi, mientras que los cardenales Anjou fueron totalmente marginados.
El comité escogió un italiano de Piacenza, Tebaldo Visconti, que no era cardenal y que se encontraba para esas fechas en Acre con la comitiva de Eduardo (el hijo mayor de Enrique III de Inglaterra) como legado papal para la Novena Cruzada. Después de haber sido informado de su elección, Visconti partió el 19 de noviembre de 1271 y llegó a Viterbo el 12 de febrero de 1272, donde tomó el nombre de Gregorio X. Entró en Roma el 13 de marzo de aquel año y fue coronado el 27.

## Legado
Las técnicas empleadas contra los cardenales en Viterbo sirvieron de base para las leyes canónicas de los cónclaves papales, tal como se establece en la constitución apostólica Ubi periculum, de Gregorio X, promulgada durante el Segundo Concilio de Lyon. Diseñado tanto para acelerar las elecciones futuras y reducir la interferencia externa, las reglas de Ubi periculum obligan a los cardenales electores a ser apartados de la totalidad del mundo; así como debe ser su alimentación: a través de una pequeña abertura se les daría la comida, y esta se racionaría el tercer día (con una sola comida) y al octavo día (con sólo pan y agua mezclada con un poco de vino). Los cardenales tampoco recibirían de la Cámara Apostólica todos los pagos que conllevara su cargo hasta que el cónclave se diera por terminado.
Las reglas estrictas de Ubi periculum se utilizaron en los cónclaves de enero de 1276 (que eligió a Inocencio V) y el de julio de 1276 (que elige a Adriano V), con una duración de uno y nueve días, respectivamente. Sin embargo, a instancias del Colegio, el recién electo Adriano V suspendió la constitución el 12 de julio de 1276 —para una revisión que deseaba realizar— y en agosto de ese año, sin haber promulgado su versión revisada.
Por lo tanto, la elección del papa Juan XXI (agosto-septiembre de 1276) no siguió Ubi periculum, y una vez elegido promulgó la bula Felicis Licet recordationis, en la cual se revocó la Ubi periculum. Las siguientes cinco elecciones papales de 1277 (papa Nicolás III), 1280-1281 (papa Martín IV), 1285 (papa Honorio IV), 1287-88 (papa Nicolás IV) y 1292 hasta 1294 (papa Celestino V), se produjeron cónclaves a menudo largos y tendidos. Celestino V, cuya elección llevó dos años y tres meses, repuso el cónclave con una serie de tres decretos, y su sucesor Bonifacio VIII, restauró al cónclave en el Código de Derecho Canónico.